# 康登 (密蘇里州)
康登（英語：Camden）是位於美國密蘇里州雷縣的城市。

## 人口
根據2020年美國人口普查的數據，康登的面積為1.15平方千米，皆為陸地。當地共有人口175人，而人口密度為每平方千米152人。